# Nobuko Jashima
Nobuko Jashima (麝嶋 伸子 Jashima Nobuko?), är en japansk tidigare fotbollsspelare.
Nobuko Jashima debuterade för japans landslag den 6 september 1981 i en 0–4-förlust mot England. Hon spelade 1 landskamp för det japanska landslaget.